# Israel i Eurovision Song Contest 2017
Israel deltog i Eurovision Song Contest 2017 i Kiev, Ukraina. Imri Ziv med  låten "I Feel Alive" representerade landet. Detta efter att han vunnit Uttagningen HaKokhav HaBa L'Eirovizion. 4 veckor senare lanserades låten "I Feel Alive" som han framförde i tävlingen. . Israel slutade på en 23:e plats i finalen i ESC.